# 姚中英

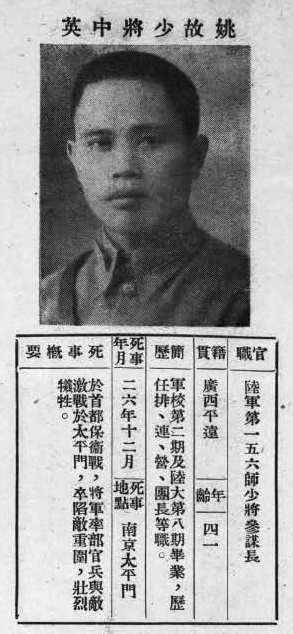
《抗戰軍人忠烈錄》（第一輯）中的姚中英烈士遺像

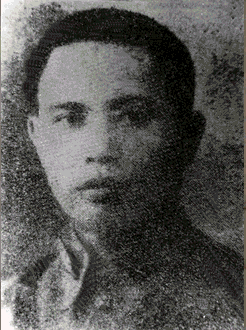

姚中英（1896年—1937年)，字若珠。廣東省平遠縣大柘鎮墩背村人。黃埔軍校第二期畢業生。
少將軍銜，死后追授陸軍中將军衔。
參加過北伐戰爭。1937年抗日戰爭爆發後，參加淞滬會戰，任陸軍第八十三軍一五六師少將參謀長。11月5日，南京告急，其所在部隊由滬轉往南京駐守湯山一帶。12月9日，率部隊退守南京太平門。12月12日，南京城淪陷，他率部隊向日軍兵力薄弱地帶進攻，在與日軍肉博並殺敵數人後身亡殉國，被國民政府追授為陸軍中將。姚中英抗日殉國後，廣東省平遠縣政府於1940年將姚中英烈士入祀平遠忠烈祠；1957年9月，其名鐫刻於平遠縣人民政府建造的革命烈士紀念碑。

## 經歷
黃埔二期畢業。參加兩次東征和北伐戰爭。歷任國民革命軍排、連、營長。1929年入南京陸大學習，畢業後返廣東。歷任廣東軍事政治學校軍官教育班中校教官，廣東編遣區第三師警備團營長，廣東第一集團軍獨立第一師第二旅第六團團副。1936年任中央軍校第四分校(廣州分校)上校軍事教官，第四路軍教導旅參謀主任，上校參謀長。抗日戰爭爆發後，任第一五六師上校團長，并参加淞滬會戰。1937年10月升任第八十三軍第一五六師少將參謀長，該部在鎮江設防。12月初，鎮江被日軍占領。姚部退守南京。12月12日與日軍激戰於南京太平門，在激戰中姚中英壯烈殉國，時年41歲。1940年遺骨祀入平遠忠烈祠。1957年9月復入平遠縣人民公園。2014年9月1日，姚中英被列入中华人民共和国民政部公布的第一批300名著名抗日英烈和英雄群体名录。